# 聖安娜 (阿馬帕州)

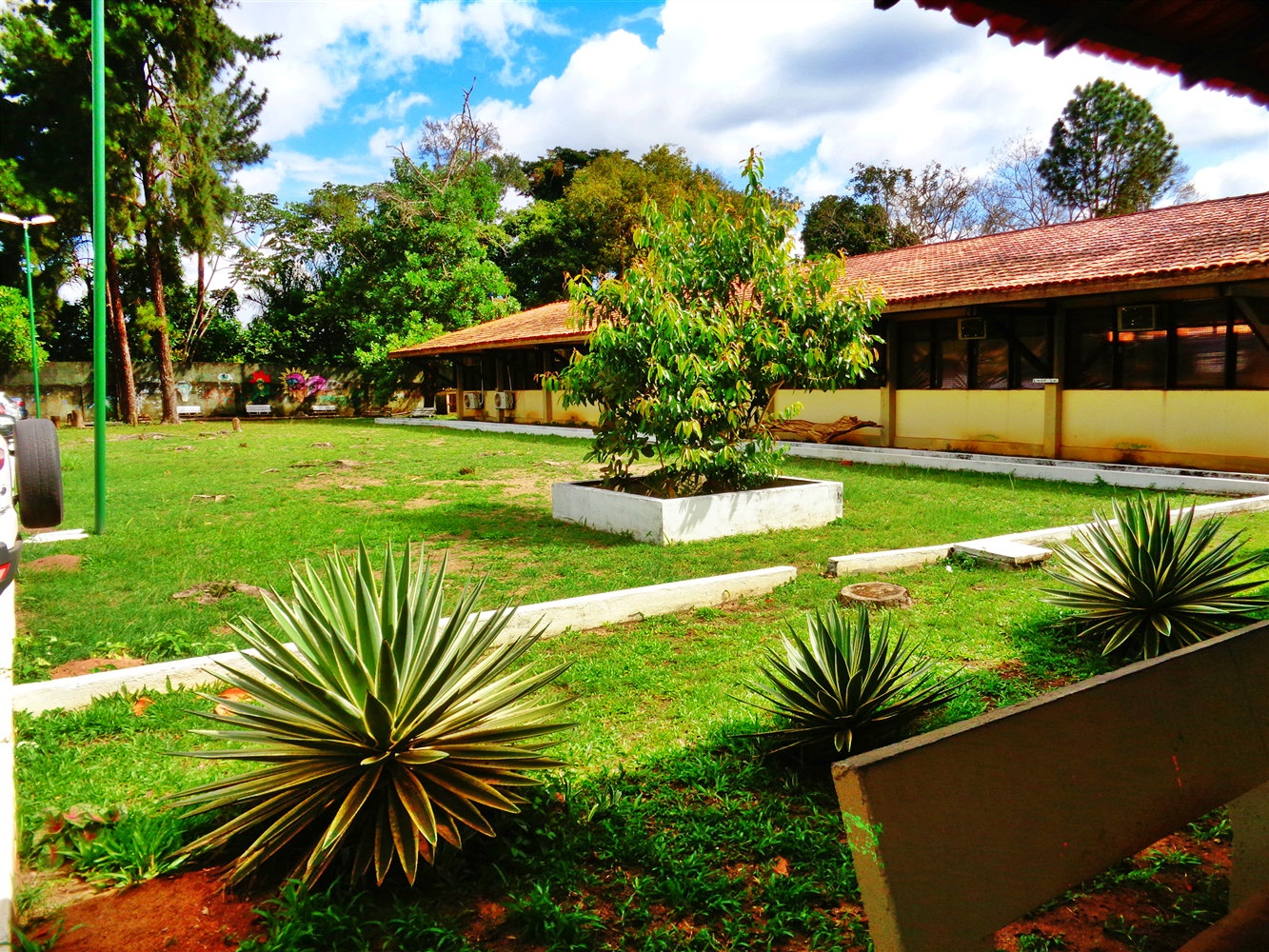
聖安娜

聖安娜（葡萄牙語：Santana），是巴西的城鎮，位於該國北部，由阿馬帕州負責管轄，始建於1758年2月4日，面積1,578平方公里，海拔高度5米，2012年人口104,407，人口密度每平方公里66人。